# 2817 Perec
2817 Perec eller 1982 UJ är en asteroid i huvudbältet som upptäcktes den 17 oktober 1982 av den amerikanske astronomen Edward L.G. Bowell vid Anderson Mesa Station. Den är uppkallad efter den franske författaren Georges Perec.
Asteroiden har en diameter på ungefär 10 kilometer.